# Лозански мир 1912.
Лозански мир 1912. је мировни споразум закључен у Лозани, 18. октобра 1912. године, између Турске (Османске Империје) и краљевине Италије.
Њиме је завршен турско-италијански рат 1911 - 1912. године, чији је резултат турско уступање Италији данашње Либије, односно тадашњих турских покрајина Триполија и Киренаике, које су остале италијанске колоније све до краја Другог светског рата.